# Iso Joukhaisjärvi
Iso Joukhaisjärvi är en sjö i Gällivare kommun i Lappland och ingår i Luleälvens huvudavrinningsområde. Sjön har en area på 0,855 kvadratkilometer och ligger 457 meter över havet. Iso Joukhaisjärvi ligger i Sjaunja Natura 2000-område.

## Delavrinningsområde
Iso Joukhaisjärvi ingår i det delavrinningsområde (746492-167544) som SMHI kallar för Utloppet av Iso Joukhaisjärvi. Medelhöjden är 458 meter över havet och ytan är 2,95 kvadratkilometer. Räknas de 2 avrinningsområdena uppströms in blir den ackumulerade arean 7,44 kvadratkilometer. Vattendraget som avvattnar avrinningsområdet har biflödesordning 3, vilket innebär att vattnet flödar genom totalt 3 vattendrag innan det når havet efter 250 kilometer. Avrinningsområdet består mestadels av sankmarker (63 procent). Avrinningsområdet har 0,86 kvadratkilometer vattenytor vilket ger det en sjöprocent på 29,1 procent.